# 케이프산얼룩말
케이프산얼룩말(Cape mountain zebra)은 남아프리카 공화국의 웨스턴케이프와 이스턴케이프 지방의 특정 산악 지역에 서식하는 산얼룩말의 아종이다. 케이프산얼룩말은 현존하는 얼룩말 종 중에서 체구가 가장 작고 지리적으로 좁게 분포해있다. 한때 거의 멸종될 뻔했으나, 종 복원사업을 통해 개체 수가 증가했고 IUCN 취약종으로 분류되었다.

## 분류
케이프산얼룩말은 하트만산얼룩말(Equus zebra hartmannae)과 함께 지리적으로 분리된 산얼룩말의 아종이다. 케이프산얼룩말은 분류학적 증거에 따라 하트만산얼룩말의 아종으로 여겨져 왔으나, 최근의 유전적 발견으로 두 종이 산얼룩말의 아종으로 분류되었다.

## 외관
다른 모든 얼룩말 종들처럼 케이프산얼룩말은 털가죽에 개체마다 고유한 얼룩무늬가 있다. 그레비얼룩말처럼 배 부분의 무늬가 없으며, 다른 산얼룩말 종들처럼 사바나얼룩말에 비해 작고 마른 체형이며 좁은 발굽을 가지고 있다.
케이프산얼룩말은 하트만산얼룩말보다 땅딸막하고 긴 귀와 큰 군턱(en:dewlap)을 가졌다. 성체는 어깨높이가 116에서 128cm 정도로 얼룩말 종 중에서 가장 작은 체구를 가졌다. 또 성적 이형성을 가졌는데 암컷 개체들의 무게는 234kg 정도지만, 수컷 개체들은 250~260kg 정도이다.
케이프산얼룩말의 줄무늬는 간격이 좁아 다른 종들보다 그 수가 많다. 또한, 하트만산얼룩말보다 무늬가 약간 더 넓다. 머리 쪽의 줄무늬가 가장 간격이 좁다. 엉덩이 부분에는 더 넓은 줄무늬가 가로 방향으로 나 있다. 뒷다리의 줄무늬는 앞다리의 것보다 넓고 발굽에까지 무늬가 있다. 몸의 측면에서 검은 수직 줄무늬는 끊겨서 배 부분은 줄무늬가 없이 하얗다.

## 분포 및 서식지
역사적으로 케이프산얼룩말은 남아프리카의 케이프 주의 산지에서 서식했다. 요즘은 산의 자연보호구역이나 국립공원 등에 제한적으로 서식한다. 그 중에서도 산 얼룩말 국립 공원이나 카루 국립공원과 감카 산 자연보호구역(Gamka Mountain Reserve)등에 서식한다. 이름에서 알 수 있듯이 케이프산얼룩말은 산악지대의 비탈이나 평지에서 발견할 수 있으며 여름에는 해발 2000m에서 활동하다가 겨울이 되면 아래 쪽으로 이동한다.

## 생태
케이프산얼룩말은 주로 낮에 활동하거나 황혼, 새벽에 활동한다. 이른 아침과 늦은 오후부터 황혼까지 가장 활발하다. 하루에 2번 정도 물을 마시며, 매일 흙으로 몸을 씻는다.

### 식성
케이프산얼룩말은 초식동물로 주 먹이는 풀이나 새싹 등이다. 선택적인 식성을 가져 푸른 잎의 식물을 더 선호하며 특히 남아프리카 솔새와 능수참새그령(Eragrostis curvula)을 선호한다. 작고 줄기가 많은 풀이나 떨어진 잎 같은 먹이는 피하는 경향이 있다. 케이프산얼룩말은 땅에서 꽤 떨어져 자라는 식물을 먹는다. 스프링복과 같이 더 낮은 곳의 풀을 먹는 개체들의 증가로 인해 케이프산얼룩말의 먹이가 줄어 개체 수에 해로운 영향을 끼칠 수 있다.

## 번식
짝짓기는 1년 내내 이루어지고 그중 12월에서 2월 사이에 가장 많이 이루어진다. 임신 기간은 1년이다. 갓 태어난 개체의 무게는 25kg 정도이며, 약 10개월 후에 젖을 뗀다. 수컷은 생후 5~6년 정도가 되면 성적으로 성숙한다. 암컷은 생후 3~6년 정도에 첫 새끼를 낳으며 생후 24년이 될 때까지 새끼를 낳을 수 있다.